# Сосси
Сосси́ (фр. Saussy) — коммуна во Франции, находится в регионе Бургундия. Департамент коммуны — Кот-д’Ор. Входит в состав кантона Сен-Сен-л’Аббеи. Округ коммуны — Дижон.
Код INSEE коммуны — 21589.

## Население
Население коммуны на 2010 год составляло 97 человек.
| 1962 | 1968 | 1975 | 1982 | 1990 | 1999 | 2010 |
| ---- | ---- | ---- | ---- | ---- | ---- | ---- |
| 66   | 62   | 56   | 107  | 116  | 104  | 97   |

## Экономика
В 2010 году среди 70 человек трудоспособного возраста (15—64 лет) 54 были экономически активными, 16 — неактивными (показатель активности — 77,1 %, в 1999 году было 76,0 %). Из 54 активных жителей работали 50 человек (27 мужчин и 23 женщины), безработных было 4 (3 мужчин и 1 женщина). Среди 16 неактивных 7 человек были учениками или студентами, 8 — пенсионерами, 1 был неактивным по другим причинам.